# Cantone di Tannay
Il Cantone di Tannay era una divisione amministrativa dell'arrondissement di Clamecy.
È stato soppresso a seguito della riforma complessiva dei cantoni del 2014, che è entrata in vigore con le elezioni dipartimentali del 2015.
Comprendeva i comuni di:
- Amazy
- Asnois
- Dirol
- Flez-Cuzy
- Lys
- La Maison-Dieu
- Metz-le-Comte
- Moissy-Moulinot
- Monceaux-le-Comte
- Neuffontaines
- Nuars
- Ruages
- Saint-Aubin-des-Chaumes
- Saint-Didier
- Saint-Germain-des-Bois
- Saizy
- Talon
- Tannay
- Teigny
- Vignol